# Clyde Roper
Clyde F. E. Roper (1937) è uno zoologo statunitense specializzato nello studio dei cefalopodi, in particolare del calamaro gigante (Architeuthis dux).

## Biografia

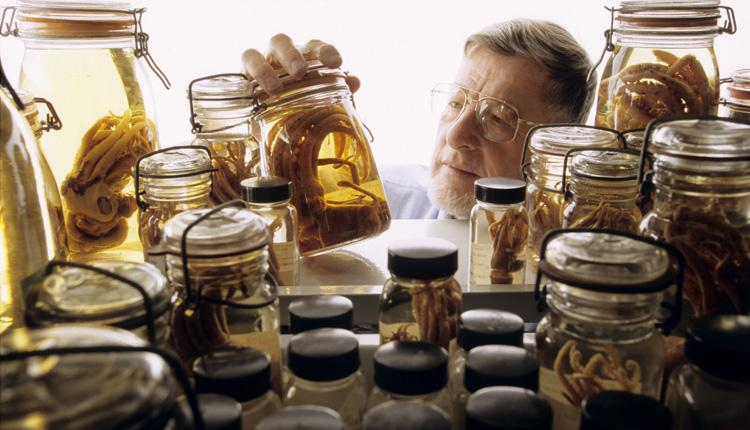
Clyde Roper con i campioni di cefalopodi della collezione della Smithsonian.

Ha conseguito la laurea presso la Transylvania University di Lexington, Kentucky, nel 1959. Successivamente, ha ottenuto un Master of Science nel 1962 e un Ph.D. nel 1967 presso la Rosenstiel School of Marine and Atmospheric Sciences dell'Università di Miami.
Nel 1966, Roper si è unito alla Smithsonian Institution, lavorando presso il National Museum of American History a Washington, D.C., dove ha ricoperto il ruolo di zoologo emerito nel Dipartimento di Zoologia degli Invertebrati. È riconosciuto come una delle massime autorità mondiali sul calamaro gigante, avendo organizzato numerose spedizioni, tra cui quelle in Nuova Zelanda nel 1997 e 1999, per studiare questi enigmatici animali.
Nel corso della sua carriera, Roper ha pubblicato circa 150 articoli scientifici sulla biologia dei cefalopodi e ha contribuito alla redazione del volume Cephalopods of the World nel 1984, considerato un'opera di riferimento nel campo. La sua passione per i calamari giganti lo ha portato a viaggiare in tutto il mondo, esaminando esemplari spiaggiati e cercando di osservare individui vivi nel loro habitat naturale.
Oltre alla sua attività di ricerca, Roper è stato protagonista di un episodio della serie televisiva First Person di Errol Morris (Stagione 1, Episodio 7), dove ha condiviso le sue esperienze e scoperte sul calamaro gigante. Nonostante sia in pensione, continua a essere una figura di spicco nel campo della zoologia marina, ispirando nuove generazioni di scienziati e appassionati del mare.